# 村上てつや
村上 てつや（むらかみ てつや、1971年4月24日 - ）は、日本のミュージシャンで、男性ヴォーカルグループ・ゴスペラーズのメンバーである。同グループではリーダーを務める。兵庫県西宮市生まれ、大阪府吹田市出身。
愛称：てっちゃん、リーダー。 身長178cm。血液型A型（51年間血液型不詳だったが人間ドックの検査にて判明）。

## 略歴
1982年(小学5年)、大阪から東京に転居。サッカー少年だったことから、高校サッカーで東京都ベスト8に入り得る学校、なおかつ渋谷を通る経路で通学したいという独自のこだわりを持っていたことから國學院大學久我山高等学校へ進学。高校2年の文化祭であみんの大ヒット曲「待つわ」を歌い、3年時にクラスメイトの黒沢薫とバンド「35」を結成し文化祭のステージで歌を披露。このステージが「思いのほかウケた(本人談)」ため感動、快感もありプロの歌手への道を意識する。
高校を卒業後、一浪し1991年に早稲田大学教育学部教育学科入学。
大学ではアカペラサークル「Street Corner Symphony」に入り、他大学に進学していた黒沢を誘い入れサークル内の同級生ら6人でゴスペラーズを結成。TRY-TONEの青木肇とは学生時代に「ガンジー」というバンドで一緒に活動しておりNHKの『Fightアカペラ』に出演した。
1994年、メジャー・デビューを目前にそれまで一緒に活動していたメンバーが就職等で脱退。黒沢と共にサークルの後輩である酒井雄二、北山陽一、安岡優に声をかけ、同年12月、大学在学中にメジャー・デビューを果たす。 
2006年に鈴木雅之、佐藤善雄、桑野信義らとゴスペラッツとして酒井とともに結成、デビュー。同年、Skoop On Somebodyの武田雅治とのユニット「武田哲也」を結成（のち「武田と哲也」に改称）。
2007年4月、JFN系列全国38局ラジオ番組On the Albumのメインパーソナリティーとして、酒井と務める。
2007年6月に結婚。結婚相手は一般女性。黒沢、安岡に続きグループ内3人目の既婚者となった。

## エピソード
- ゴスペラーズのメンバーでは、黒沢薫と並んでリードボーカルを務めることが多く、ソロパートも多い。
- アイドル好きで少年時代は菊池桃子、西村知美、岡田有希子のファンであり、島田奈美（現在音楽ライターの島田奈央子）のファンクラブに入っていた。
- 菊池桃子が好きすぎて高校の卒業式まで見に行ったが、取り巻きが多すぎて本人をその目で見ることはできなかった。
- スポーツ好きであり、中学・高校はサッカー部に所属しポジションはFW。大学でもサッカーを続けようと思っていたが高校卒業目前の正月、全国選手権の調整のためやって来た長崎の強豪国見高校の同学年選手・原田武男（村上と同じ早稲田大学へ進学）のプレーを間近で見て「何から何まで全く敵わない」とレベル差に衝撃を受け大学ではサッカー部に入らなかった[4]。
- 高校時代オリンピックフィギュアスケーターの八木沼純子のファンで追っかけをしていた。八木沼純子が早稲田大学に入学した記事をスポーツ雑誌の小さい記事で発見し、もしかしたら本人に会えるかもという理由で早稲田大学教育学部を受験した。初日オリエンテーションで本人と会い、その後交友が続き八木沼純子のアイススケートショーでゴスペラーズが友人出演するに至った。
- 大学時代アカペラサークルでの合宿にて、砂浜に円を急に書き始め、全サークル員と相撲をとり、投げ飛ばしてはご満悦だった（堂本兄弟より）。
- アカペラ曲を披露する際はファルセットからベースまで様々な声を操る。
- ソウルミュージック、R&B以外にも歌謡曲から演歌など幅広いジャンルに造詣が深く、自宅にレコード部屋がある。
- クラブDJとしても活動がある。「ボビー村上」「村上“はだか念仏”てつや」「村上涙香」など呼称を複数用いている。
- 本人曰く"チキンハート"。ライブではたびたび脱衣していた。現在は年齢も考慮に入れ自粛（RADIOより）
- 2000年頃からかけているサングラスは彼のトレードマークにもなっており、公の場で外す事は無かったが、サッカー日本代表の試合前、国歌斉唱の際はサングラスを外して歌った。サングラスはスタイリストさんに薦められてかけ始めた。
- 趣味は無人島以外の島への訪問。
- 鎖骨に水を溜めて、人に飲ませようとしたことがある。（ラジオより）
- ソロ活動を個人で行うメンバーもいるゴスペラーズの中でも、非常に歌が上手くエンターティナーな村上のソロ活動を待望するファンの声も多いが、しない理由はゴスペラーズのことを年がら年中考えているから。（ラジオでの黒沢談）
- 喫茶店が好き。新宿にお気に入りの店がある
- 旧国立競技場の最終日のイベントで、芝生の草を食べたことをライブ中に告白した。

## レギュラー番組

### 現在放送中
- ザ・ソウルミュージック（NHK-FM、毎月第3・4土曜日に出演）

### 過去
- SOUL HEAVEN'S DOOR （NORTH WAVE・crossfm、1996年 - 1998年及び2002年 - 2004年 毎週日曜20時～21時）

※CROSS FMは2002年 - 2004年に毎週土曜23時-24時に放送していた。
- On the Album（JFN、2007年4月 - 2008年3月）